# Чемпионат России по конькобежному спорту 1902
Чемпионат России по конькобежному спорту в классическом многоборье 1902 года — 14-й чемпионат России, который прошёл в феврале 1902 года в Москве на катке «Чистые пруды». В первенстве принимали участие только мужчины.
Звание чемпиона России не присуждено. Первое место на дистанции 1500 метров завоевал конькобежец из Москвы Сергей Григорьев, на 5000 метров — Григорий Киселёв (Санкт-Петербург).
С 1895 года чемпион определялся по итогам выступления на двух дистанциях 1500 и 5000 метров. Забеги осуществлялись парами. Для завоевания звания чемпиона России необходимо было победить на обеих дистанциях.

## Результаты чемпионата
| место     | спортсмен        | город           | 1500 м     | 5000 м      |
| --------- | ---------------- | --------------- | ---------- | ----------- |
| без места | Григорий Киселёв | Санкт-Петербург | 2.54,2 (2) | 10.01,2 (1) |
| без места | Сергей Григорьев | Москва          | 2.51,4 (1) | 10.18,4 (3) |
| без места | А. Николаев      | -               | -          | (2)         |